# Prisión de Macao
La Prisión de Macao (en portugués: Estabelecimento Prisional de Macau; en chino: 澳門監獄) es la cárcel y la agencia responsable del mantenimiento de los internos en Macao, al sur de China. La prisión es personal está bajo la administración de la Secretaría de Seguridad. Debido a la pequeña población de la zona, solo hay una prisión en Macao, la de Coloane, que fue inaugurada en 1990 y sustituyó a la antigua Prisión Central en el continente (construida entre 1904 y 1909). También hay un centro de detención juvenil en Macao. La instalación consta de una serie de edificios conectados rodeado por un muro blanco con alambre de púas. Cuatro torres de vigilancia se encuentran a lo largo de los muros de la prisión.